# Безжалостная женщина
«Безжалостная женщина» (фр. La Demoiselle Sauvage, англ. Savage woman) — художественный фильм, экранизация произведения Корины Бий.
Фильм снят на французском языке. Премьера «Безжалостной женщины» состоялась в августе 1991 года на Монреальском международном кинофестивале. На нём фильм получил награду как «Лучший канадский фильм».

## Сюжет
Молодая женщина по имени Марианна (Патрисия Тулань) убегает в горы после того, как на неё напал её бойфренд. Там её находит инженер Элизе (Маттиас Хабих), следящий за гидроэнергетической плотиной. Он старается помочь ей, и у героев завязывается роман. Со временем Марианна рассказывает, что она убила напавшего на неё.

## Награды
Фильм получил три номинации на премию «Джини»:
- Лучший актёр: Маттиас Хабих
- Лучший адаптированный сценарий: Леа Пул, Мишель Ланглуа, Лоран Гальярди
- Лучшая оригинальная музыка: Жан Корриво

Из них лишь Корриво получил награду в своей номинации.